# Arthur de La Borderie

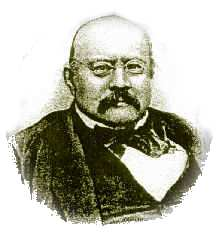
Arthur de La Borderie

Arthur Le Moyne de La Borderie (Vitré, 5 ottobre 1827 – Vitré, 17 febbraio 1901) è stato uno storico francese considerato il padre della storiografia bretone.

## Biografia
Veniva da La Borderie, che era una proprietà nel comune di Étrelles.
Dopo aver studiato legge, entrò nella École des Chartes che lasciò nel 1852 e dal 1853 al 1859 lavorò negli archivi della Loira Atlantica. Fu membro fondatore della Société archéologique et historique d'Ille-et-Vilaine, della quale fu presidente dal 1863 al 1890.
Ottenne riconoscimenti per le sue innumerevoli opere sulla storia della Bretagna e animò la ricerca in molte aree ispirando molti storici con la sua influenza e il suo esempio. Fu direttore della rivista storica Revue de Bretagne et Vendée (pubblicata dal 1867 al 1900) da lui fondata all'età di 25 anni.
Era stato eletto conseiller général di Ille-et-Vilaine dal 1864 al 1871, poi, lo stesso anno, deputato per Vitré, fino al 1876. In questo ruolo fu relatore della Commission d'enquête sur les actes du gouvernement de la défense nationale ("Commissione d'inchiesta sugli atti del governo della difesa nazionale"). In particolare, condusse le indagini sugli eventi a Camp Conlie dove 50.000 soldati bretoni furono detenuti e presumibilmente maltrattati nel 1871. Il suo rapporto fu in gran parte critico nei confronti dell'esercito francese, che aveva dimostrato una totale mancanza di organizzazione.
Negli anni successivi alla guerra franco-prussiana ricreò la Association bretonne che era stata sciolta come sospetta dal governo di Napoleone III. Gran parte della sua biblioteca è ora nella biblioteca cittadina di Rennes, mentre l'enorme collezione di documenti originali che aveva ammassato è ora ospitata negli archivi dipartimentali di Ille-et-Vilaine.

## Opere
- Louis de La Trémoille et la guerre de Bretagne en 1488, d'après des documents nouveaux et inédits, Champion, 1877.
- Correspondance historique des Bénédictins bretons et autres documents historiques associés, relatifs à leurs travaux sur l'Histoire de Bretagne. Publiés avec notes et introductions par Arthur de la Borderie, Champion, 1880.
- Chronique de Jean de Saint-Paul chambellan du duc Francis II, Duke of Brittany,  Nantes, Société des bibliophiles Bretons, 1881.
- Complot breton de M.CCC.XCII [1492]. Documents inédits, publiés avec des notes et introduction par… Archives de Bretagne. II. Recueil d'actes, de chroniques et de documents rares et inédits, publié par la Société des bibliophiles bretons et de l'histoire de Bretagne, 1884.
- La Révolte du Papier timbré advenue en Bretagne en 1675, Prud'homme., Saint-Brieuc, 1884, reprinted in Les Bonnets Rouges, Union Générale d'Éditions (collection 10/18), Paris, 1975 (vedere Révolte des Bonnets Rouges).
- Recueil d'actes inédits des ducs et princes de Bretagne. (XI-XIII secolo),  Rennes, Imprimerie Ch. Catel, 1888.
- Cartulaire de l'abbaye de Landévennec, avec notes et variantes, Imprimerie de Ch. Catel, 1888.
- Une illustration rennaise - Alexandre Duval, de l'Académie française et son théâtre, H. Caillière, Rennes, 1893.
- Histoire municipale de la ville de Tréguier - Documents inédits du XVIe et du XVIIe siècle, publiés avec notes et introduction. J. Plihon & L. Hervé, Rennes, 1894.
- Œuvres nouvelles des forges maillard,  Nantes, Société des bibliophiles Bretons, 1888 (con René Kerviler).
- Jean Meschinot, sa vie et ses œuvres, ses satires contre Louis XI. Champion, 1896.
- Nouveau Recueil d'actes inédits des ducs et princes de Bretagne (XIIIe & XIVe siècles), Prost, Rennes, 1902.
- Histoire de Bretagne, Plihon, Honnay et Vatar, Rennes, 1896-1914 (6 vol.). Reprinted Joseph Floch Imprimeur Éditeur à Mayenne 1975.